# Béatrix Beck
Béatrix Beck (Villars-sur-Ollon, Suiza 14 de julio de 1914-Saint-Clair-sur-Epte, Francia 30 de noviembre de 2008) fue una escritora belga en francés.
Fue hija del poeta Christian Beck. Después de varios trabajos, se hace secretaria de André Gide, quien la anima a escribir sobre sus experiencias: el suicidio de su madre, la guerra, la pobreza, etc.

## Obras
- Léon Morin, prêtre - Prix Goncourt 1952
- Barny, Une mort irrégulière
- Contes à l'enfant né coiffé
- Des accommodements avec le ciel
- Le muet, Cou coupé court toujours
- L'épouvante l'émerveillement
- Mots couverts (poemas)
- Noli
- La décharge
- Devancer la nuit
- Josée dite Nancy
- La mer intérieure
- Don Juan des forêts
- La grenouille d'encrier
- L'enfant-chat
- La prunelle des yeux
- Stella Corfou
- Une Lilliputienne
- Moi ou autres
- Confidences de gargouille